# Dive (groupe suédois)
Pour les articles homonymes, voir Dive.
Dive était un groupe suédois composé de Chris Lancelot (alias Krister Linder) et Erik Holmberg. Ils ont sorti trois albums. Un quatrième album a été enregistré mais n'est pas sorti. Leur premier single fut aussi leur plus grand succès commercial ; Captain Nemo a ensuite été repris par Sarah Brightman dans son album Dive, sorti en 1993. 
Les deux membres ont poursuivi une carrière solo en tant que producteurs et artistes. Linder s'est lancé dans la musique électronique, enregistrant sous le nom de Yeti et Tupilaq, mais est retourné au chant avec un album solo en 2007. 

## Discographie
- Where the River Turns to Sea (1990) - Sweden #35[4]
- Stills (1992) - Sweden #32[4]
- Dive Transmit/Receive (1994) - Sweden #43[4]